# Печников, Леонид Данилович
Леони́д Дани́лович Пе́чников (24 января 1937, Москва — 24 августа 2008, Новгородская область) — советский и российский композитор.

## Биография[1][2]
Родился 24 января 1937 в Москве.
В 1961 году окончил институт имени Гнесиных по классу дирижирования, здесь же занимался композицией у В. Н. Крюкова.
С 1961 — автор хоров, произведений для эстрадного оркестра и музыкальных инструментов, песен, музыки к радиопередачам, телефильмам, телеспектаклям, театрализованным эстрадным представлениям.
С 2000 по 2005 сотрудничал со студией мультипликации «Союзмультфильм».

## Таинственная смерть Леонида Печникова
По сообщению ГУВД 18 августа 2008 года ушёл из дома и не вернулся. Композитора пригласили выступить на аккордеоне в тот же день и он пообещал своей супруге что он вернётся домой поздно, но впоследствии он так и не вернулся домой.
Труп Леонида Даниловича Печникова был обнаружен в болоте Невий мох в 7 километрах от деревни Жирково Демянского района в Новгородской области с признаками насильственной смерти. Уголовное дело не было раскрыто вплоть до июля 2020 года, когда осуждённая за мошеннические действия с квартирой пожилого музыканта жительница Москвы не начала давать показания против своего знакомого из Новгородской области. Эта гражданка попросила своего знакомого отвезти Печникова в Демянский район, где ему предстояло жить, после потери квартиры в Москве [чёрные риэлторы], в деревянной развалюхе. В ходе конфликта по дороге композитор Печников был убит. В настоящее время лицо, подозреваемое в совершении этого преступления, находится в следственном изоляторе Великого Новгорода.

## Произведения

### Дискография[4]
- «Акварель / День Рождения / Голос Трубы / Ноктюрн»
- «Верному Другу / Песенка О Веснушках»
- «Я Иду»
- «Танцевальные Ритмы»
- «Дорог На Свете Много / Бегун / Хорошо В Палатке Спится / Первая Любовь»
- «В Семнадцать Лет / Весна — Это Музыка / Это Любовь / Птенчики»
- «Гори, гори ясно»
- «Песни Леонида Печникова»
- «Concertina Plays»
- «Счастливой Вам Дороги»
- «Я люблю тебя, Родина»
- «Тройка»
- «Степная Горечь»
- «Футбол России»
- «Игру Ведёт „Спартак“»
- «Золотая Коллекция Ретро»
- «333 Лучшие Детские Песни»
- «Веснушки»
- «На Лодочке / Говорят»
- «Вьюн»

### Песни[1]
- «В семнадцать лет» (Алексей Ольгин) — исп. Светлана Миловидова и Владимир Гаврилов
- «В семнадцать лет» (Михаил Пляцковский) — исп. АПП ВВ МВД, сол. Владимир Романов
- «Весеннее поздравление» (Виталий Татаринов) — исп. Иосиф Кобзон
- «Весёлый гном» (Виталий Татаринов) — исп. Светлана Миловидова
- «Веснушки» (Л. Глазкова) — исп. Ирина Бржевская
- «Вьюн» — исп. Ансамбль «Мелодия»
- «Дорог на свете много» (А. Владимиров) — исп. Светлана Миловидова
- «Если два сердца» (Евгений Карасёв) — исп. Светлана Миловидова и Владимир Гаврилов
- Когда засветится твой взгляд (Л. Кропп) — исп. Иосиф Кобзон
- Колесо (А. Заурих) — исп. Владимир Гаврилов
- На лодочке (Соломон Фогельсон) — исп. Нина Дорда
- «Приветственная песня Олимпиаде-1980» (Б. Дворный) — исп. Александр Розум
- Розовая чайка (А. Нижегородцева) — исп. Маргарита Суворова
- «С нами Павел Корчагин» (Иван Светличный) — исп. АПП имени В. С. Локтева
- «Семь футов под киль» (Л. Овсянникова) — исп. АПП ДКБФ, сол. Евгений Тяпкин
- «Счастливой вам дороги» (Л. Кропоткин) — исп. Владимир Трошин
- «Такая служба у ГАИ» (Л. Кропоткин) — исп. Владимир Трошин
- «Террикон» (Л. Татаринов) — исп. Олег Анофриев
- «У границы» (А. Кубарев) — исп. АПП Западного пограничного округа

### Сочинения для хора (сюиты)
- «Над Камой» (сл. Ивана Светличного, 1974)
- «На страже страны Октября» (сл. Б. Дворного, 1977)

### Для дуэта (ансамбля) аккордеонов
- Весёлый гном (1971)

### Для баяна
- Маленький мадригал (1971)
- Озорная кадриль (1971)

### Для эстрадного оркестра
- Радость встреч (1958)

### Для трубы и эстрадного оркестра
- Голос трубы (1962)

### Фильмография

#### Композитор
- 1966 — До пенсии — 40 лет
- 1972 — Я — Робин Гуд
- 2000 — Весёлая карусель. № 31. Кисточка
- 2000 — Кроткая (фильм-балет)
- 2005 — Новые приключения попугая Кеши
  - Кеша — рыболов (1 серия)
  - Мужество попугая Кеши (2 серия)

#### Звукорежиссёр
- 2000 — Кроткая (фильм-балет)